# Transportno poveljstvo Združenih držav Amerike
Tranportno poveljstvo Združenih držav Amerike (angleško United States Transportation Command; USTRANSCOM) je vrhovno poveljstvo oboroženih sil ZDA, ki zagotavlja vse skupne zračne, pomorske in kopenske transporte za razporeditev in vzdrževanje ameriških oboroženih sil na globalni ravni.
Sedež poveljstva je v AFB Scott (Illinois).